# Belrupt-en-Verdunois
Belrupt-en-Verdunois é uma comuna francesa na região administrativa de Grande Leste, no departamento de Meuse. Estende-se por uma área de 9,39 km². Em 2010 a comuna tinha 575 habitantes (densidade: 61,2 hab./km²).